# Jiřina Bohdalová

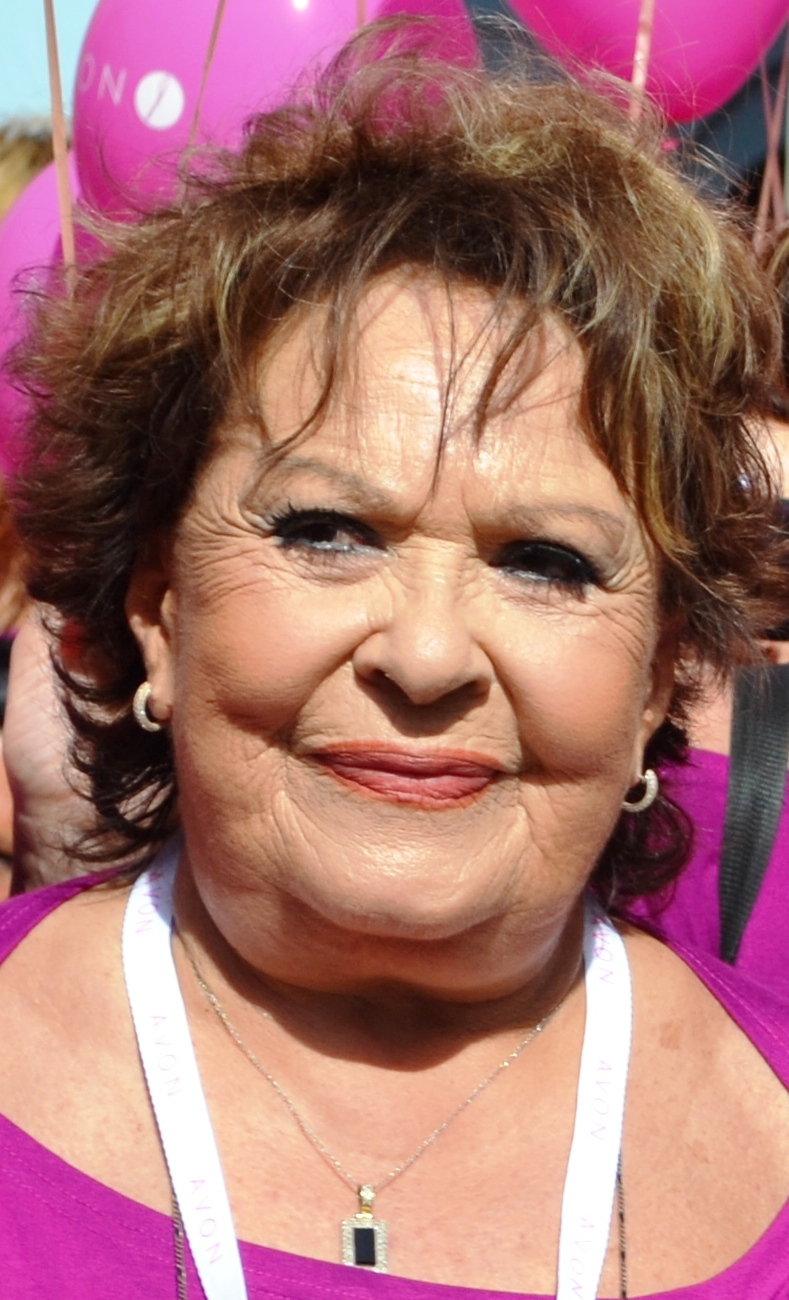
Bohdalová 2013

Jiřina Bohdalová, född 3 maj 1931 i Prag, är en tjeckisk skådespelerska. Hon är känd från den tjeckiska teaterscenen och filmer som Karel Kachyňas Örat från 1970. Hon tilldelades Tjeckiska lejonet för bästa kvinnliga huvudroll 1993 för Nesmrtelná teta och 1995 för Fany.

## Filmografi i urval
- En dag kom en katt (Až přijde kocour) (1963)
- Světáci (1969)
- Pan Tau (1970–1978)
- Örat (Ucho) (1970)
- Čtyři vraždy stačí, drahoušku (1971)
- Nesmrtelná teta (1993)
- Fany (1995)
- Rebelové (2001)
- Vrásky z lásky (2012)